# La Gazette
«La Gazette» — первая французская газета, издававшаяся с 30 мая 1631 года, традиционно считающаяся первой европейской газетой, отвечающей современным стандартам.

## История возникновения
Тридцатилетняя война (1618—1648) послужила стимулом для возникновения и развития газет в Европе. Население нуждалось в информации и одна за другой в европейских странах стали возникать газеты. Одной из первых таких газет во Франции была «La Gazette».
Её основателем считается Теофраст Ренодо, родившийся в 1586 году в Лудёне и окончивший Медицинский факультет в Монпелье. В 1618 году он совершил путешествие в Голландию и другие европейские страны, где имел возможность познакомиться с первыми газетами Европы.
Для королевской власти и пропаганде проводимой ею политики нужна была собственная подконтрольная газета. В мае 1631 года такой газетой становится «La Gazette». В октябре того же года благодаря знакомству с будущим кардиналом Ришельё Ренодо получил королевскую привилегию на издание газеты, а в 1635 году она распространяется на его последователей. Привилегия давала ему «право печатать и продавать всем, кому он посчитает нужным, новые газеты и рассказы обо всем, что произошло и происходит как внутри, так и за пределами королевства, доклады, текущие цены на товары и другие публикации названного бюро (d’adresse) навечно, а так как названные новые газеты… будут распространяться в названном королевстве, это право является исключительным для всех других персон».
Ренодо придумывает название «La Gazette», происходящее от итальянского слова «gazetta» (трансформированное в «французский» вариант Gazettе) и обозначающее серебряную монету, которой венецианцы в XVI веке платили за рукописные сообщения. Иностранное слово привлекало покупателей, что способствовало росту тиража. Тем не менее первые годы газета не приносила заметного дохода её владельцу. В качестве дополнительного заработка Теофраст Ренодо продавал другим издателям информацию, не помещавшуюся в очередной номер «La Gazette».
Газета печаталась типографским способом. Первые пять номеров не имели выходных данных: ни даты, ни номера, ни адреса типографии. Номера различались буквами в алфавитном порядке. Начиная с шестого номера, в конце газеты стали публиковать адрес редакции и дату выпуска: «du bureau d’adresse, au grand Coq, rue de la Calandre, sortant du marche Neuf, pres le Palais, a Paris», — после чего указана дата публикации (4 июля 1631 г.). «La Gazette» выходила каждую субботу и начиналась с новостей средиземноморских и наиболее отдаленных стран, заканчивалась новостями Парижа. При газете было создано подобие бюро переводчиков, занимавшееся переводом как иностранных газет, так и выполнявшее заказы горожан.
Все номера первого года выпуска впоследствии собирались в единый том под названием «Сборник La Gazette за 1631 год, посвящённый королю, со вступительной статьёй и содержанием в алфавитном порядке». В посвящении отдельно отмечалось, что сама газета — «это газета королей и сильных мира сего; все здесь сделано ими и для них, являющихся основой; другие люди (personages) лишь служат им дополнением».
От других газет той эпохи «La Gazette» отличает строгость, логика построения и повышенное внимание стилю написания статей. В предисловии к читателю Теофраст Ренодо отмечает: «Я пишу о сложностях, с которыми сталкиваюсь при составлении моих „Gazette“ и „Nouvelles“, не для того, чтобы повысить значимость моего труда, а чтобы извиниться за мой стиль, если он не всегда отвечает достоинству сюжета». «La Gazette» печаталась огромным для того времени тиражом — 1200 экземпляров, она распространялась как в самом Париже, так и в провинции. Сначала в ней было всего 2 полосы, потом 4, потом 6, 8 и 12. Газета содержала постоянные рубрики и разделялась на две части — информационную и развлекательную.

## На службе власти
Ренодо получил привилегию в распространении своей газеты благодаря предоставляемым ему специальным условиям. Таким образом, «La Gazette», фактически созданная при участии власти, стала средством пропаганды абсолютной монархии и авторитаризма. Король и кардинал курировали материалы, касающиеся военных действий и политики. Кардинал Ришельё лично присылал Ренодо копии документов короля, которые считал нужными опубликовать. Сам кардинал принимал участие в создании газеты и полностью контролировал работу самого Ренодо. Он, в частности, писал:

 «Газета будет выполнять свой долг, или Ренодо будет лишен пансиона, которым он пользуется до сегодняшнего дня». 

Некоторые тексты «для La Gazette» были написаны рукой самого Людовика XIII или редактировались им. Людовик XIII регулярно инкогнито писал в газету, причём не только политические статьи, но и заметки о своих военных походах, и был, по сути, первым военным журналистом.
«La Gazette» являлась важным инструментом общественно-политической жизни Франции. Существовал специальный комитет по надзору за издательством, в который входили Пьер д'Озье, Венсан Вуатюр, Гийом Ботрю и Готье Ла Кальпренед.
Ренодо придумал новый способ оперативно и выгодно распространять газету по провинциям. Региональные типографии, получив экземпляр «La Gazette», за несколько часов размножали его для читателей своей провинции. Важным шагом по формированию привычного нам облика газеты стало решение Ренодо публиковать в «La Gazette» отдельное приложение с частными объявлениями, размещавшимися на платной основе.
Смерть кардинала Ришельё и Людовика XIII ухудшили положение издательства. «La Gazette», изначально убыточную, стали обвинять в связи с Ришельё, что не принесло ей популярности и отрицательно сказалось на тираже. В семнадцатом веке печаталось 8000 копий, распространявшихся как в столице, так и в провинциях. Влияние ужесточившегося с 1660 года контроля правительства, конкуренция с рукописными и голландскими газетами, а также с «Le Mercure» привели к упадку издания к концу XVIII века. Так, тираж, включая провинциальные переиздания, составлял 4500 в 1670 году, 7500 — в 1749 и 6250 экземпляров — в 1788 году. Однако в периоды войн тираж увеличивался в соответствии с растущей потребностью в информации, и в разгар американской войны за независимость составлял 12 тысяч экземпляров.
До французской революции «La Gazette» имела монополию на политическую информацию. До 1749 года «La Gazette» оставалась в руках наследников Теофраста Ренодо, но в 1762 году была отдана в ведение Министерства иностранных дел, переименована в «Gazette de France» и стала выходить два раза в неделю с подзаголовком «Официальный орган королевского правительства».

## Во времена Французской революции. Конец издания
Владельцы «La Gazette», ограниченные правительственной властью, предпочли обойти молчанием события 1789 года, поэтому в издании даже не было упомянуто о взятии Бастилии 14 июля. Вместо этого было выпущено небольшое дополнение к газете, знакомившее читателей с дебатами в Национальном учредительном собрании. В 1791 году был назначен новый директор — Николя Фалле (Nicolas Fallet), при котором она стала трибуной жирондистов, а вскоре его сменил Николя Шанфор (Nicolas Chamfort). С 1 мая 1792 года газета стала выходить ежедневно. После казни короля Людовика XVI она сменила название на «Gazette nationale de France».
Газета прекратила своё существование в 1915 году в Первую мировую войну.

## Интересные факты
- Первые семь выпусков выходили без нумерации, а новости, печатавшиеся в них, отражали события, происходящие в других странах.
- Издание газеты возникло не на пустом месте. В качестве основы был взят парижский «Центр адресов и встреч» («Bureau d’adresse et de rencontre» — прообраз современной благотворительной организации), который оказывал помощь нуждающимся и одновременно являлся центром сбора информации, в том числе и рекламного характера — объявления о продажах, находках и т. д.[6]
- Газета изображена на картине Ореста Кипренского «Читатели газет в Неаполе» (1831).
- В 1926 году в честь первого издателя «La Gazette» десятью журналистами и литературными критиками утверждена французская литературная премия «Премия Ренодо» (или премия Теофраста Ренодо; фр. Prix Théophraste-Renaudot).